# Super Sport (Chevrolet)
Super Sport, oder SS, ist ein Ausstattungspaket von Chevrolet für viele ihrer Fahrzeugserien seit 1961. Einige der bekannteren SS-Modelle sind Camaro, Chevelle, El Camino, Impala und Nova. Was als optische Aufwertung des Impalas 1961 begann, wurde 1966 ein allgemeines Sportpaket.

## Vorläufer
Im Dezember 1956 enthüllte Chevrolet auf Waldorf Astoria Auto Show in New York City ein Showcar, welches auf der 1956 Corvette C1 basierte und den Namen Corvette Super Sport trug. Anfang 1957 debütierte die Chevrolet Corvette SS, ein vom Team von Zora Arkus-Duntov maßgefertigter Rennsportwagen, der als erster Chevrolet das Abzeichen SS trug. Im Jahr 1961 wurde das SS-Paket (bekannt als Sport- und Optik-Paket) für 53,80 US-Dollar für jeden Impala angeboten. Das Paket enthielt Super-Sport-Embleme für innen und außen, Fahrwerksverstärkungen (Stabilisatoren), stärkere Federn und Stoßdämpfer, Bremskraftverstärker, Spinner-Radabdeckungen und Weißwandreifen.
1994 wurde der Impala SS wieder eingeführt, bis dahin war das Paket nur für zweitürige PKW erhältlich. Seit diesem Zeitpunkt jedoch konnte man das SS-Paket für fast alle Fahrzeuge der Marke darunter Pickups, viertürige Limousinen und auch Autos mit Frontantrieb erhalten.
Sowohl früher als auch heute beinhaltet das Super-Sport-Paket neben den oben bereits genannten Ausstattungen eine Leistungssteigerung des Motors bzw. den stärksten für das Modell verfügbaren Motor, außerdem noch zahlreiche weitere Leistungs- und Optikupgrades. Viele SS-Modelle tragen einen SS-Schriftzug im Grill.

## SS-Modelle

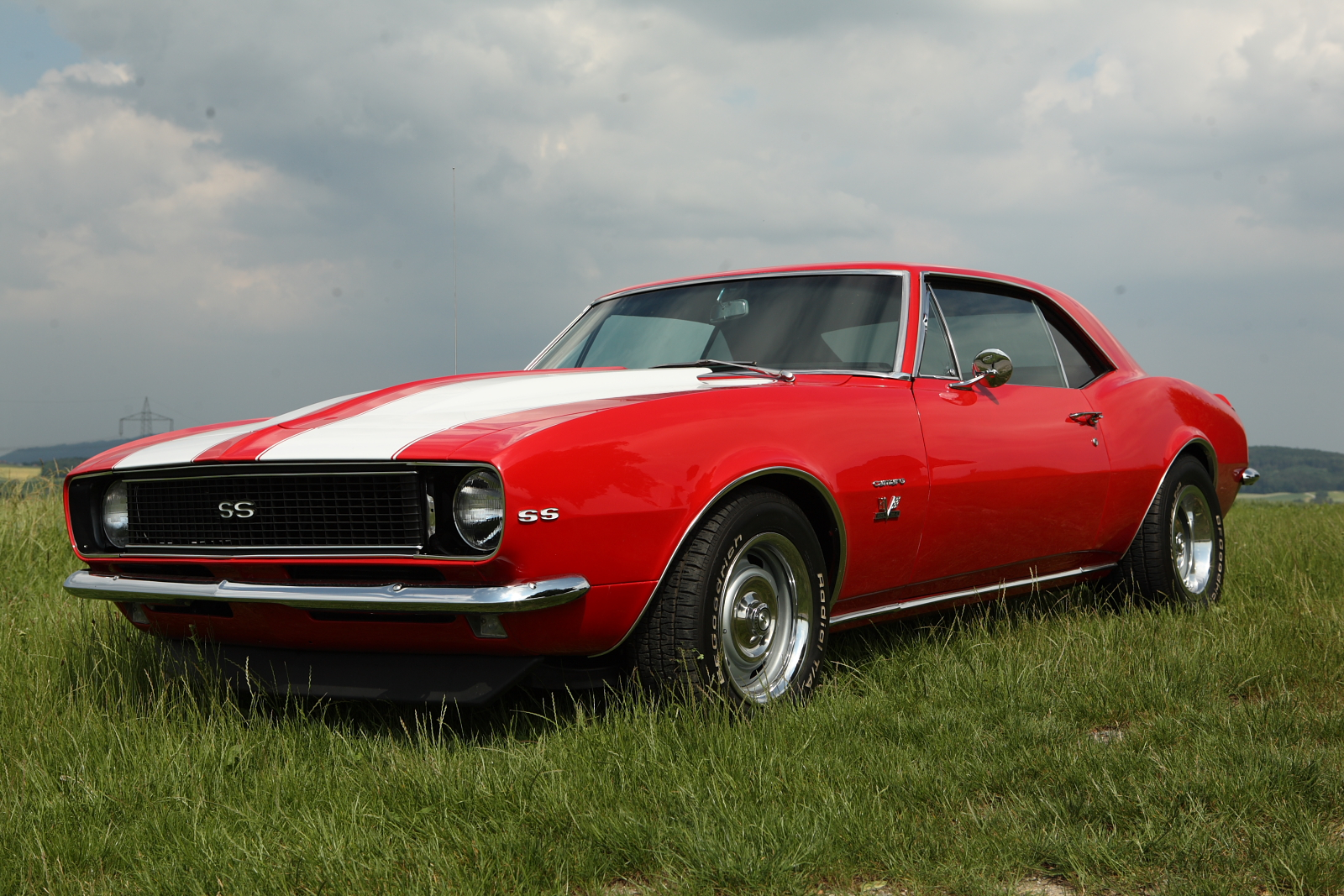
Chevrolet Camaro SS (1967)

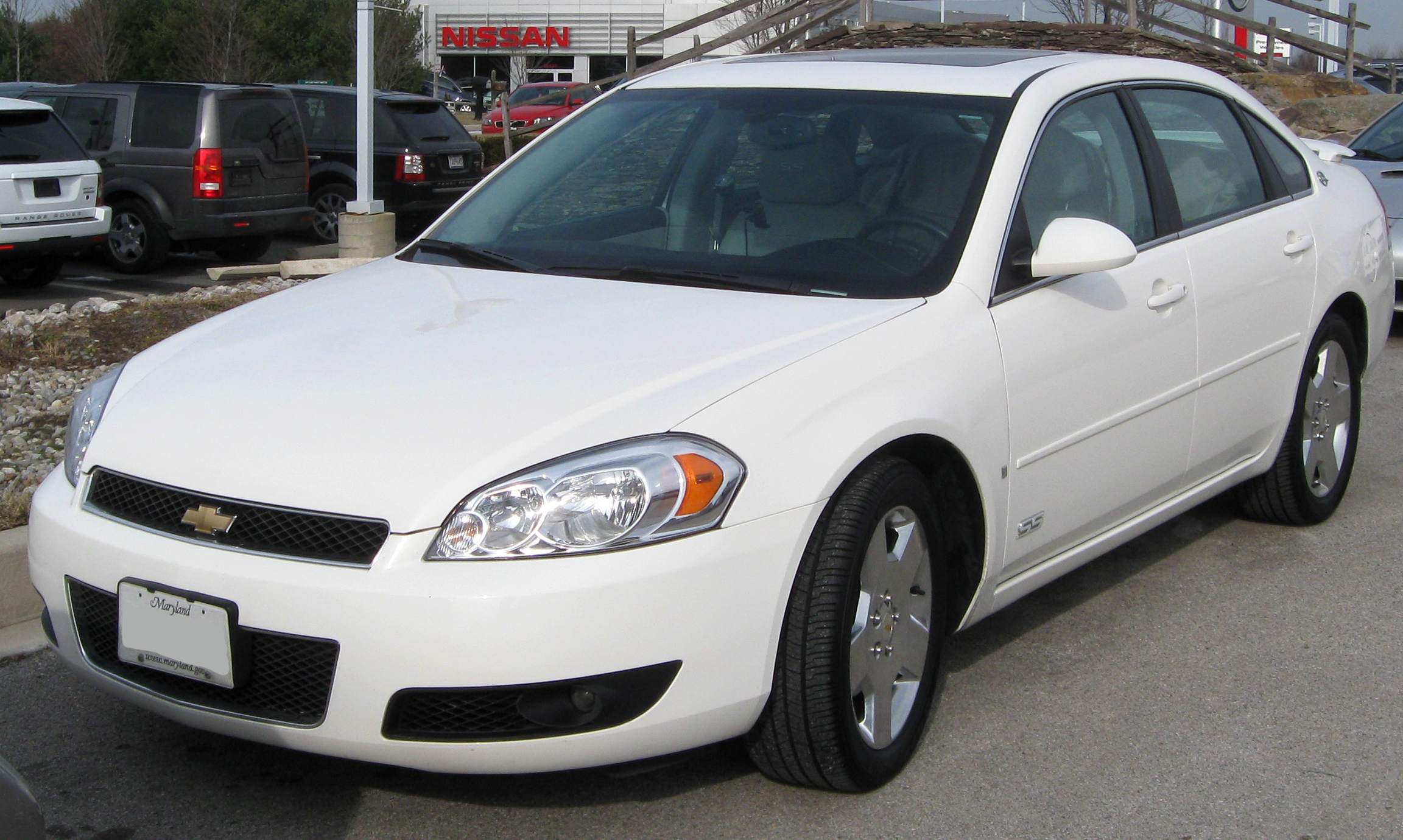
Chevrolet Impala SS (2006)

| Modell                                                                                 | Baujahre                        |
| -------------------------------------------------------------------------------------- | ------------------------------- |
| Chevrolet C1500 454SS                                                                  | 1990–1993                       |
| Chevrolet Camaro                                                                       | 1967–1972, 1996–2002, seit 2009 |
| Chevrolet Chevelle                                                                     | 1965–1973                       |
| Chevrolet Cobalt mit 2,0 l Kompressor Ecotec LSJ R4                                    | 2005–2010                       |
| Chevrolet El Camino                                                                    | 1968–1987                       |
| Chevrolet Impala                                                                       | 1961–1969, 1994–1996, 2004–2009 |
| Chevrolet Malibu mit 3,6 l V6                                                          | 2006–2008                       |
| Chevrolet Monte Carlo                                                                  | 1970–1971, 1983–1988, 2000–2007 |
| Chevrolet Nova                                                                         | 1964–1976                       |
| Chevrolet HHR mit 2,0 l Turbo R4                                                       | 2008–2011                       |
| Chevrolet S-10                                                                         | 1994–1998                       |
| Chevrolet Silverado mit 6,0 l Vortec Max V8                                            | 2003–2007                       |
| Chevrolet SS Sports Sedan                                                              | 2014–2017                       |
| Chevrolet SSR                                                                          | 2003–2006                       |
| Chevrolet TrailBlazer mit 6,0 l LS2 V8                                                 | 2005–2008                       |
| Holden Commodore, Australien, Holden ist eine Marke von General Motors, kein Chevrolet | 1982–1984                       |
|                                                                                        |                                 |